# Joseph Atanga
Joseph Atanga, né le 14 août 1952 à Akok-Bekoe, est un prélat catholique camerounais, jésuite, évêque de Bafoussam puis archevêque de Bertoua.

## Biographie
Il est ordonné prêtre le 11 juillet 1987. Le pape Jean-Paul II le nomme évêque de Bafoussam le 22 juin 1999. Le 3 décembre 2009, il est nommé archevêque de Bertoua par Benoît XVI.
En 2015, il participe avec Mgr Samuel Kleda au Synode des évêques sur la mission de la famille dans l'Église et dans le monde au Vatican.
Lors de l'émission Cash Investigation, diffusée le 21 mars 2017 sur France 2 en partenariat avec Mediapart, Joseph Atanga doit s'expliquer sur une affaire de pédophilie dans son diocèse, notamment au sein du collège François-Xavier Vogt, par des prêtres de la communauté Saint-Jean. Il aurait tenté de couvrir les responsables en exfiltrant les prêtres concernés et leurs éviter ainsi un procès,.